# Closterus flabellicornis
Closterus flabellicornis är en skalbaggsart som beskrevs av Audinet-serville 1832. Closterus flabellicornis ingår i släktet Closterus och familjen långhorningar.
Artens utbredningsområde är Madagaskar. Inga underarter finns listade i Catalogue of Life.